# 女媧 (小惑星)
女媧 (150 Nuwa) は、小惑星帯に位置する大きなC型小惑星の一つ。古在由秀は小規模な小惑星族を代表する小惑星としている。
1875年10月18日にアメリカ合衆国の天文学者、ジェームズ・クレイグ・ワトソンにより発見され、中国の創造の女神、女媧（Nüwa、じょか）にちなんで命名された。
1999年12月17日に掩蔽が観測された。